# Sai Jinhua
Sai Jinhua (chinois 赛金花), née en 1874 à Suzhou (province de l'Anhui, en Chine) et morte en 1936, est une courtisane chinoise.

## Biographie
Sai Jihua devient courtisane à l'âge de treize ans sur un « bateau de fleur » (c'est-à-dire un bordel flottant). Elle rencontre la même année Hong Jun, dont elle devient la concubine. Elle le suit à Pékin en avril 1887, puis en Europe en mai lorsque Hong Jun y est nommé à un poste diplomatique. Elle y passe trois années, passant par Saint-Petersbourg, La Hague, Paris, Vienne, Londres, Berlin. C'est dans cette dernière ville qu'elle rencontre Guillaume II et Bismarck. Elle donne naissance à une fille, Deguan, en 1890, avant de retourner en Chine avec Hong Jun.
Après la mort de ce dernier en 1893, elle ouvre, sous le nom de Cao Menglan, une maison de prostitution à Shanghai en 1894, avec deux courtisanes shuyu (appartenant à l'élite du genre). Sai finit par recevoir elle-même ses clients. Sa réputation, alors considérable, l'amène à fréquenter des personnages influents tels Li Hongzhang ou Sheng Xuanhuai. Elle ouvre une maison de passe à Tianjin en 1898, se rend à Pékin en 1899, avant d'être forcée de retourner à Tianjin en raison de l'interdiction de la prostitution à Pékin. Durant la révolte des Boxers, elle est à Pékin où l'on raconte qu'elle aurait exercé (puisqu'elle parle allemand) une influence positive sur Waldersee, commandant les troupes occidentales, et aurait joué un rôle dans l'érection d'un monument en mémoire du baron de Ketteler.
Le suicide d'une courtisane, qu'elle est accusée d'avoir maltraitée, l'oblige à retourner à Suzhou en 1905. En 1906, elle ouvre une nouvelle maison de prostitution à Shanghai. Après deux premiers mariages, elle épouse Wei Sijiong en 1918. Après la mort de sa mère en 1922 et celle de son mari, Sai s'adonne à l'opium et finit sa vie dans la solitude.
De son vivant, elle a été l'héroïne d'un roman, Fleur sur l'océan des péchés (1907), de Zeng Pu, d'un drame de Xia Yan (1936), et d'un poème de Xue Shaohui.
Après sa mort, le réalisateur Zhu Shilin a tourné un Sai Jinhua en 1940. L'actrice Liu Xiaoqing a interprété le rôle de Sai Jinhua en 2012 dans une pièce intitulée Fenghua Juedai.